# Jonathan Liss Ohayon
Jonathan Liss Ohayon, kanadski lokostrelec, * 10. januar 1972.
Sodeloval je na lokostrelskem delu poletnih olimpijskih igrah leta 2004, kjer je osvojil 47. mesto v individualni konkurenci.